# Grand rhombidodécaèdre
En géométrie, le grand rhombidodécaèdre (ou dodécaèdre rhombique) est un polyèdre uniforme non-convexe, indexé sous le nom U73.
Il partage son arrangement de sommet ainsi que ses faces carrées avec le grand rhombicosidodécaèdre uniforme.